# Dîn
Pour les articles homonymes, voir Din.
Dîn (en arabe : دين, dīn), parfois francisé dine est un mot arabe sans équivalent en français bien que souvent traduit par « religion ». Selon certains auteurs[Qui ?], ce mot désigne la nature de l'Islam, non comme une religion, mais plus comme un système tout à la fois politique, religieux, militaire, économique, social, juridique, tout autant qu'un mode de vie tourné vers la soumission de l'individu à une divinité (Allah).
Si beaucoup interprètent cette formule dans le cadre de l'islam, l'expression "dīn wa dawla", souvent traduite par "religion et État" ou "religion et communauté") précède l'islam: elle provient en fait de l'époque sassanide, et a été reprise par le califat abbasside.
- Dîn peut désigner la rétribution finale
  - Le jour du jugement dernier est appelé « jour de la rétribution » (en arabe: يَوْم الدين, yawm ad-dīn) (Le Coran, « Chapitre premier », I, 4, (ar) الفاتحة)
- Dîn peut désigner la pratique religieuse et la religion dans toute sa globalité
  - Un des slogans du GIA algérien est « l'islam est à la fois religion et État » (en arabe : لإسلام دين و دولة, al-islām dīn wa dawla)
  - On trouve dans le Coran l'expression « religion de Dieu » pour désigner l'islam (en arabe : دِينِ اللّهِ, dīn allah) (Le Coran, « La Famille d’Imran », III, 83, (ar) آل عمران)
- En revanche dans le Coran quand l'islam est appelé la « religion d'Abraham » (en arabe : مِلَّةِ إِبْرَاهِيمَ, milla Ibrāhīm, croyance d'Abraham), le mot utilisé est milla et non dîn (Le Coran, « La Vache », II, 130, (ar) البقرة) et sept autres fois).